# Триптих (серіал, 2023)
«Триптих» (ісп. Tríada) — мексиканський серіал 2023 року у жанрі трилера та створений компанією Argos Televisión. В головних ролях — Майте Перроні, Девід Чокарро, Флавіо Медіна, Офелія Медіна, Клаудія Лобо, Нурія Бахес.
Серіал вийшов на Netflix 22 лютого 2023 року.
Режисер серіалу — Леонардо Д'антоні, Альба Гіл.
Сценарист серіалу — Летісія Лопес Маргаллі, Наюра Арагон, Патрісіо Лопес Маргаллі.

## Сюжет
Дізнавшись, що має двох сестер-близнючок, Ребекка вирушає в небезпечну подорож, щоб дізнатися правду про своє походження.

## Актори та персонажі

### Головні
| Актор             | Роль                                                     |
| ----------------- | -------------------------------------------------------- |
| Майте Перроні     | Ребекка «Бекка» Фуентес / Тамара Санчес / Алеїда Трухано |
| Карла Гайтан      | Бекка, Тамара та Алеїда (молода)                         |
| Девід Чокарро     | Умберто Солана                                           |
| Флавіо Медіна     | Еухеніо Саенс                                            |
| Офелія Медіна     | Пілар Мансера де Трухано                                 |
| Клаудія Лобо      | Долорес Лопес                                            |
| Алехандра Арайа   | Долорес (молода)                                         |
| Нурія Бахес       | Джулія Батіс                                             |
| Кассандра Бісоньо | Джулія (молода)                                          |

### Постійні та спеціальні гості
| Актор                | Роль                     |
| -------------------- | ------------------------ |
| Ана Лаєвська         | Марія Фернанда «Маріфер» |
| Бернардо Крус        | Хаві                     |
| Ерік Терроба         | Бето                     |
| Адріан Гар           | Ортега                   |
| Лучано Вітторі       | Гонсало                  |
| Іван Карбахаль       | Хоакін                   |
| Альдо Гальярдо       | Рохеліо                  |
| Вікі Арайко          | Ракель                   |
| Гектор Коціфакіс     | Кесада                   |
| Даніела Вальдес      | Міла                     |
| Чеко Перескуадра     | Кевін                    |
| Яна Ралуй            | Лаура                    |
| Росаріо Суньїга      | Беатріс Фонсека          |
| Акечалі Верастегі    | Беатріс (молода)         |
| Нурія Бланко         | Синтія                   |
| Хуан Карлос Ремоліна | Бернардо Саенс           |
| Педро Міра           | лікар Бейєр              |
| Ейнджел Зермен       | Хуліо Морено             |

## Сезони
| Сезон | Епізоди | Епізоди | Оригінальний показ | Оригінальний показ | Оригінальний показ |
| Сезон | Епізоди | Епізоди | Перший показ       | Останній показ     | Мережа             |
| ----- | ------- | ------- | ------------------ | ------------------ | ------------------ |
| 1     | 8       | 8       | 22 лютого 2023     | 22 лютого 2023     | Netflix            |

## Список серій

### Сезон 1 (2023)
| № | # | Назва                                                | Режисер                      | Сценарист                                                     | Перший ефір у США |
| --- | - | ---------------------------------------------------- | ---------------------------- | ------------------------------------------------------------- | ----------------- |
| 1 | 1 | «3 по 33» «33x3»                                     | Леонардо Д'антоні            | Летісія Лопес Маргаллі, Наюра Арагон, Патрісіо Лопес Маргаллі | 22 лютого 2023    |
| Криміналістка Бекка зустрічає неймовірно схожу на себе жінку при смерті, яка чомусь знає її ім’я. Після цього спіткання в неї виникає безліч запитань.   |   |                                                      |                              |                                                               |                   |
| 2 | 2 | «Коктейль Молотова» «Cóctel molotov»                 | Альба Гіл                    | Летісія Лопес Маргаллі, Наюра Арагон, Патрісіо Лопес Маргаллі | 22 лютого 2023    |
| Результати тесту ДНК змушують матір Бекки в усьому зізнатися. У будинку Еухеніо жінка знаходить загадкові фотографії та переживає найяскравіші видіння.  |   |                                                      |                              |                                                               |                   |
| 3 | 3 | «Чоловічий клуб» «Olimpia Men's Club»                | Леонардо Д'антоні, Альба Гіл | Летісія Лопес Маргаллі, Наюра Арагон, Патрісіо Лопес Маргаллі | 22 лютого 2023    |
| Бекка зустрічається зі своєю сестрою Тамарою, яка вочевидь знає більше, ніж каже. Умберто обіцяє криміналістці свою допомогу. Еухеніо продовжує брехати. |   |                                                      |                              |                                                               |                   |
| 4 | 4 | «Я божеволію?» «¿Me estoy volviendo loca?»           | Альба Гіл                    | Летісія Лопес Маргаллі, Наюра Арагон, Патрісіо Лопес Маргаллі | 22 лютого 2023    |
| Умберто приходить до Бекки з новою інформацією та спокушає її. Під наглядом Еухеніо починається перетворення Тамари на її сестру Алейду.                 |   |                                                      |                              |                                                               |                   |
| 5 | 5 | «Олія та вода» «Agua y aceite»                       | Альба Гіл                    | Летісія Лопес Маргаллі, Наюра Арагон, Патрісіо Лопес Маргаллі | 22 лютого 2023    |
| Несправжня Алейда передає свою компанію Еухеніо. Бекка кидає виклик лікарці Батіс. На поверхню спливають інші неймовірні збіги в життях трійнят.         |   |                                                      |                              |                                                               |                   |
| 6 | 6 | «Експеримент» «El experimento»                       | Альба Гіл                    | Летісія Лопес Маргаллі, Наюра Арагон, Патрісіо Лопес Маргаллі | 22 лютого 2023    |
| Під впливом видіння Бекка прохає Пілар дати їй доступ до підвалу лікарні. Її жахлива знахідка спричиняє не менш страшні наслідки.                        |   |                                                      |                              |                                                               |                   |
| 7 | 7 | «Рука, що гойдає колиску» «La mano que mece la cuna» | Леонардо Д'антоні, Альба Гіл | Летісія Лопес Маргаллі, Наюра Арагон, Патрісіо Лопес Маргаллі | 22 лютого 2023    |
| Беатріс убили, Тамара зникла. Бекка підозрює, що тепер Еухеніо полює на неї, тому довіряє життя своєї матері лікарці Батіс.                              |   |                                                      |                              |                                                               |                   |
| 8 | 8 | «Усе спочатку» «Volviendo al origen»                 | Леонардо Д'антоні, Альба Гіл | Летісія Лопес Маргаллі, Наюра Арагон, Патрісіо Лопес Маргаллі | 22 лютого 2023    |
| Коли правда нарешті відкривається, експеримент продовжує приймати незрозумілі повороти, стираючи межі між намірами й реальністю.                         |   |                                                      |                              |                                                               |                   |